# Organización territorial de Bután
Bután está dividido en cuatro zonas (dzongdey) con 20 distritos (dzongkhag, en singular y plural):
Zona Oeste

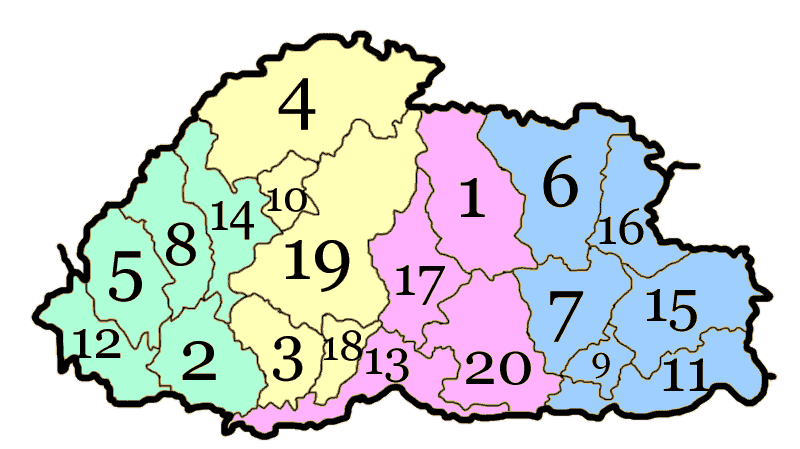
Zonas (Dzongdey, colores) y
Distritos (Dzongkhag, numeros):
Este
Sur
Centro
Oeste

2. Distrito de Chukha (pronunciación antigua Chhukha)

5. Distrito de Haa

8. Distrito de Paro

12. Distrito de Samtse (pronunciación antigua Samchi)

14. Distrito de Timbu
Zona Este

6. Distrito de Lhuntse (pronunciación antigua Lhuntshi)

7. Distrito de Mongar

9. Distrito de Pemagatshel (pronunciación antigua Pemagatsel)

11. Distrito de Samdrup Jongkhar

15. Distrito de Trashigang (pronunciación antigua Tashigang)

16. Distrito de Trashiyangste
Zona Central

3. Distrito de Dagana

4. Distrito de Gasa

10. Distrito de Punakha

18. Distrito de Tsirang (pronunciación antigua Chirang)

19. Distrito de Wangdue Phodrang (pronunciación antigua Wangdi Phodrang)
Zona Sur

1. Distrito de Bumthang

13. Distrito de Sarpang

17. Distrito de Trongsa (pronunciación antigua Tongsa)

20. Distrito de Zhemgang (pronunciación antigua Shemgang)
- Datos: Q15055423
- Multimedia: Subdivisions of Bhutan / Q15055423